# Jascha Lieberman Trio
Le Jascha Lieberman Trio est un groupe de jazz polonais, formé du violoniste Jascha Liberman, de l'accordéoniste Pawel Iwan et du contrebassiste Roman Slazik. Tous trois sont issus de l'Académie de Musique de Cracovie.
Leur répertoire musical reprend des chansons juives ashkénazes traditionnelles, des musiques traditionnelles des Balkans ou des compositions originales du leader Jascha Liberman. 
Ils se produisent surtout dans des festivals internationaux, et ont joué en compagnie d'artistes comme Nigel Kennedy. 
La chanson The Ararat Mountain est une des bandes originales du film Landscape with Singer in a background du réalisateur polonais Adam Kinaszewski.

## Discographie
- 1999 : Rememberance of Kazimierz
- 2010 : The Bats Gallery